# Катериновка (Мариупольский район)
Катериновка (укр. Катеринівка) — посёлок в Никольском районе Донецкой области Украины.
Население по переписи 2001 года составляло 208 человек. Почтовый индекс — 87010. Телефонный код — 6246. Код КОАТУУ — 1421784402.

## Местный совет
87010, Донецкая обл., Никольский р-н, с. Малоянисоль, ул. Ленина, 2-64-31